# Yuka Kanematsu
Yuka Kanematsu (17 de junho de 1982) é um jogadora de rugby sevens japonesa.

## Carreira
Yuka Kanematsu integrou o elenco da Seleção Japonesa de Rugbi de Sevens Feminino, na Rio 2016, que foi 10.ª colocada.